# Ververs (Brugge)
Het ambacht van de ververs was een gilde in Brugge die de textielveredelaars bestuurde.

## Functie
Sommige textiel werd, na het weven gekozen om te verven en te veredelen. Daar zorgde het ambacht van de ververs voor, volgens ingewikkelde procedures die gedetailleerd waren beschreven en op straf van allerhande boeten dienden te worden opgevolgd.
De voorwaarden voor toetreding als meester tot het ambacht waren gelijklopend met die van de andere textielambachten.
Het ambacht was onderverdeeld in blauwververs en roodververs. De deken, bijgestaan door vijf 'vinders', werd jaarlijks afwisselend uit een van beide subgroepen verkozen. Ook de vinders waren evenredig verdeeld.
Het ambacht van de ververs vereerde de heilige Nicolaas als zijn patroon en hield zijn goddelijke diensten in de Heilig Kruiskapel van de Onze-Lieve-Vrouwekerk.
De blauwververs en de roodververs groepeerden zich langs de Reie, op een plek waar overvloedig water aanwezig was en die weldra de Verversdijk werd genoemd. Zoals de andere textielambachten speelde het ambacht een belangrijke rol in het sociale en politieke leven van het veertiende-vijftiende-eeuwse Brugge. Nadien ging het stilaan bergaf en tegen het einde van het ancien régime waren nog maar een paar Brugse ververijen in werking.